# Синтия Никсън
Синтия Елън Никсън (на английски: Cynthia Ellen Nixon) е американска театрална и филмова актриса, носителка на „Грами“, „Тони“ и две награди „Еми“, номинирана е за две награди „Сателит“ и пет награди „Златен глобус“. Известна с ролята ѝ на Миранда Хобс в популярните HBO серии „Сексът и градът“ (1998 – 2004, 2008).

## Биография
Синтия Никсън е родена на 9 април 1966 г. в Манхатън, Ню Йорк, САЩ. Тя е единственото дете на радиожурналиста Уолтър Елмър Никсън от Тексас и на актрисата Ан Елизабет Нол от Чикаго. Завършва англицистика в колежа Барнард.

## Личен живот
Има две деца – Саманта (родена 1995 г.) и син Чарлз Езекайл (роден 2001 г.), от Дани Мозес, учител по английски език и литература, с когото има връзка от 1988 до 2003 г. През януари 2004 г. Синтия започва да се среща с образователната активистка Кристине Мариони. Пред „Ню Йорк Таймс“ Синтия Никсън споделя:
| „ | Що се отнася до сексуалната ми ориентация, аз наистина не съм се променила. Цял живот съм била с мъже и никога не се бях влюбвала в жена. Но когато се влюбих, не ми изглеждаше толкова странно. Аз съм просто жена, влюбена в друга жена. | “ |

На 17 май 2009 г. обявява, че предния месец се е сгодила с Кристин Мариони. Сключват официален брак на 27 май 2012 г. в Ню Йорк.